# Orquestra Plateria
L'Orquestra Plateria és una orquestra i grup de ball creat casualment el 1974 a Barcelona.
El grup neix quasi per atzar la nit de cap d'any del 1974 a l'antiga sala Zeleste del carrer de l'Argenteria de Barcelona, carrer que, en el castellà de l'època, es deia encara "calle Plateria", que així va donar el nom a l'orquestra.
Els responsables de la sala, Víctor Jou i Rafael Moll, van encarregar a Albert Batiste la formació d'un grup de músics i cantants que interpretessin per una nit un repertori "retro" de boleros, mambos, txa-txa-txas), però adaptades als aires moderns de l'entorn cultural de Zeleste, i també temes del moment però tocats a la manera clàssica, com “L’home dibuixat”, del mateix Sisa.
Al concert d'aquella nit hi van debutar dos cantants que eren personatges ficticis: Ricardo Solfa, alter ego de Jaume Sisa, i Rocky Muntanyola, àlies de Jordi Batiste. Gato Pérez va tocar el baix. Havia de ser una actuació única, però va tenir tan bona acollida que de seguida va tenir continuïtat. Més endavant, els cantants de la Plateria van ser Manel Joseph i La Voss del Trópico, és a dir, Jordi Farràs.
Entre 1975 i 1977 participà en el Festival Canet Rock. Amb el temps, l'Orquestra Plateria es professionalitza i es consolida al voltant del vocalista Manel Joseph com una orquestra catalana de ball que esdevindrà la més sol·licitada, juntament amb La Salseta del Poble Sec, a les festes majors de les poblacions més diverses.
Tot i que el seu repertori és bàsicament en castellà (el seu gran èxit i Disc D'Or va ser la versió de la cançó de Rubén Blades Pedro Navaja), enregistren alguns temes en català: en el seu primer disc (Orquestra Plateria -1978- reeditat en CD per PDI el 1989) s'hi troba una versió de la cançó de Jaume Sisa L'home dibuixat. Al segon àlbum, publicat l'any 1980, hi incorporen Estic xocat (versió signada per Gato Pérez d'un rock d'Elvis Presley, All Shook Up) i un tema de The Rolling Stones, Neurastènia (19th Nervous Breakdown). Al disc Fuego (1982) també hi ha una cançó (Què passa?, versió del What happens? de Rubén Blades) cantada tot alternant estrofes en català i en castellà.
L'any 1990 publiquen un àlbum íntegrament en català, Ballautors, consagrat a versions ballables de cançons de Serrat, Pi de la Serra, Raimon, Enric Barbat, Pau Riba i altres autors. I el 1999 apareix un nou disc íntegrament en català (Cobertura total), amb una versió de la cançó de Sisa Qualsevol nit pot sortir el sol, i una altra -traduïda al català- de Gitanitos y morenos de Gato Pérez, així com adaptacions de temes dels Rolling Stones, Gilbert O'Sullivan, Carole King, Stevie Wonder i d'altres figures internacionals.
El setembre de 2014 van anunciar que dirien adéu als escenaris després de 40 anys en escena, amb una gira de comiat. L'any següent el cantant Manel Joseph va presentar el llibre El net del vigilant.

## Discografia
- Orquestra Plateria (1978)
- Orquestra Plateria (1979
- Una historia (1981), Fuego (1982)
- Cosmopolita (1984), Agárrate (1987)
- Año 13 (1988)
- Ballautors (1990)
- Ábrete sésamo (1990)
- Conga, AZ (1993)
- Restos de serie, AZ (1998)
- Cobertura total (1999, en doble versió catalana i castellana)
- Gatísimo (2002).
- 35 tacos (2011).